# WinChip
WinChip je socket 7 mikroprocesor dizajniran od Centaur Technology.

## Povijest
Centaur Technology je osnovan 1995. godine s ciljem da se proizvede što jeftiniji i ekonomski štedljiviji procesor. Nakon dvije godine dizajniranja potpuno nove mikroprocesorske arhitekture proizveden je WinChip kompaktibilan s Intelovim mikroprocesorima i površinski mnogo manji od njih to jest jeftiniji za proizvodnju. Zbog svog mnogo jednostavnijeg dizajna WinChip je bio sporiji od tadašnjih Pentium MMX koji je izvršavao 2 naredbe po taktu za razliku od 1 naredber WinChipa, tako da se o usporedbi s Pentium II i AMD K6 mikroprocesorima ne može niti govoriti. Zbog tih karaktetistika on je često bio zvan nabrijanom 486icom (Intel 80486), ali je s druge strane bio mnogo jeftiniji pa je npr. Pentium MMX u doba svog izlaska na tržište koštao 550 $ dok je WinChip koji izlazi na tržište samo 9 mjeseci kasnije koštao 135 $.
Bez obzira na mnogo povoljniju cijenu sporost WinChipa je uništila njegove tržišne mogućnosti tako da se proizvodi oko 2 godine nakon čega je Centaur Technology prodan VIA Technologies korporaciji koja će ga zbog potpunog kolapsa Cyrixa iskoristiti kao osnovu za svoje buduće mikroprocesore Cyrix III, VIA C3, VIA C7 i VIA Nano.

## WinChip tehnički podaci
| Processor  | Speed (MHz)                       | Sabirnica (MHz) | L1 cache (KB) | L2 cache (KiB) | naredbe     | Maximalna potrošnja energije | Jezgra (V) | Izgrađen u (nm) tehnologiji |
| ---------- | --------------------------------- | --------------- | ------------- | -------------- | ----------- | ---------------------------- | ---------- | --------------------------- |
| WinChip C6 | 180 - 240                         | 60 - 75         | 64            | 0              | MMX         | 13.1 W at 240 MHz            | 3.52       | 350                         |
| WinChip 2  | 200, 225, 240                     | 60 - 75         | 64            | 0              | 3DNow!, MMX | 14.0 W at 240 MHz            | 3.52       | 350                         |
| WinChip 2A | 200, 233, 250 PR200, PR233, PR300 | 66 / 100        | 64            | 0              | 3DNow!, MMX | 16.0 W at 250 MHz            | 3.3, 3.52  | 350                         |
| WinChip 2B | 200, 200 PR200, PR233             | 66 / 100        | 64            | 0              | 3DNow!, MMX | 6.3 W at 200 MHz             | 2.80       | 250                         |
| WinChip 3  | nije izašao na tržište            | 66 / 100        | 128           | 0              | 3DNow!, MMX |                              | 2.80       | 250                         |